# Carlos Barredo
Carlos Barredo Llamazales (Oviedo, 5 juni 1981) is een Spaans voormalig wielrenner.

## Loopbaan
Barredo brak door als ronderenner door zijn sterke prestatie in de Vuelta van 2007, waarin hij tiende werd.
Barredo verklaarde voor de Ronde van Frankrijk 2007 dat hij zijn haren zou laten afscheren als zijn ploeg vier ritzeges behaalde. Het onwaarschijnlijke gebeurde met tweemaal Boonen, eenmaal Steegmans en eenmaal Vasseur waardoor Barredo zijn belofte inwilligde.
In de Ronde van Frankrijk 2010 is Barredo boos om geduw en getrek in de finish van de zesde etappe. Hij wordt daar zo boos om dat hij Rui Costa met een wiel te lijf gaat. Het komt hem op boetes van 300 euro van de tourorganisatie en 1000 euro van zijn eigen ploeg. De dag daarop leggen de kemphanen hun geschil bij. Op 29 oktober van dat jaar maakte de UCI bekend dat Barredo twee maanden geschorst werd wegens het schaden van het imago van de koers. De schorsing geldt voor januari en februari 2011.
In oktober 2012 werd hij door Rabobank op non-actief gesteld nadat de UCI een strafprocedure wegens afwijkende bloedwaarden tegen hem startte.
In december 2012 liep zijn contract ten einde en hij kreeg geen contractverlenging bij Blanco Pro Cycling, de opvolger van zijn laatste ploeg Rabobank. Toen ook bleek dat hij geen andere ploeg kon vinden, zette hij een punt achter zijn loopbaan.

## Belangrijkste overwinningen
2004
- 3e etappe Ronde van Asturië

2006
- 3e etappe Tour Down Under

2008
- 5e etappe Parijs-Nice

2009
- Clásica San Sebastián

2010
- 15e etappe Ronde van Spanje

## Resultaten in voornaamste wedstrijden
| Jaar | Ronde van Italië | Ronde van Frankrijk | Ronde van Spanje |
| ---- | ---------------- | ------------------- | ---------------- |
| 2004 |                  |                     |                  |
| 2005 |                  |                     |                  |
| 2006 |                  |                     | 42e              |
| 2007 |                  | 42e                 | 10e              |
| 2008 |                  | 89e                 | opgave           |
| 2009 |                  | 63e                 | opgave           |
| 2010 |                  | 41e                 | 41e              |
| 2011 |                  | 35e                 | 45e              |

| Jaar | Milaan-San Remo | Gent-Wevelgem | Ronde van Vlaanderen | Parijs-Roubaix | Amstel Gold Race | Luik-Bast.‑Luik | Ronde van Lombardije | Waalse Pijl | Clásica San Sebastián |  | WK op de weg |  | Wereldranglijsten |
| ---- | --------------- | ------------- | -------------------- | -------------- | ---------------- | --------------- | -------------------- | ----------- | --------------------- |  | ------------ |  | ----------------- |
| 2004 | 174e            |               |                      |                |                  |                 |                      |             |                       |  |              |  |                   |
| 2005 | 125e            |               | 41e                  | 52e            | 99e              |                 | 73e                  |             |                       |  |              |  | 107e (UPT)        |
| 2006 |                 |               |                      |                |                  |                 | 85e                  |             |                       |  |              |  |                   |
| 2007 | 85e             |               |                      |                | 21e              | 65e             |                      | 40e         | 5e                    |  |              |  | 66e (UPT)         |
| 2008 | 112e            |               | 24e                  |                |                  | 89e             |                      | 43e         |                       |  |              |  |                   |
| 2009 | 56e             |               |                      |                | 29e              | 41e             | 28e                  | 140e        | ↑                     |  |              |  | 62e (UWK)         |
| 2010 |                 | 82e           | 52e                  |                | 19e              | 20e             | 9e                   | 79e         | 12e                   |  |              |  | 118e (UWK)        |
| 2011 |                 |               |                      |                | 97e              |                 | 23e                  |             | ↑                     |  | 78e          |  | 75e (UWT)         |